# دوبوکا، یاگودینا
دوبوکا (به صربی: Duboka) یک روستا در صربستان است که در ناحیه پوموراولیه واقع شده‌است.
 دوبوکا  ۷۳۷ نفر جمعیت دارد.